# Ryōichi Mita
Pour les articles homonymes, voir Mita.
Ryoichi Mita (三田 了一, Mita Ryōichi), dit Omar Mita (en arabe: عمر ميتا), né le 19 décembre 1892 et mort le 29 mai 1983, est un musulman japonais connu pour être le premier à avoir traduit le Coran en japonais. Descendant de samouraïs bouddhistes, il se convertit à l'Islam et dédie sa vie à la traduction du Coran en japonais ; traduction qu'il achève à l'âge de 76 ans.

## Biographie
Ryoichi Mita naît le 19 décembre 1892. Il est le descendant de samouraïs bouddhistes. Il sort diplômé, en 1916, de l'école supérieure de commerce de Yamaguchi. Par la suite, il part visiter la Chine et noue des liens avec des musulmans chinois, impressionné par leur mode de vie communautaire. En 1920, il rédige un article titré L'Islam en Chine pour le magazine Toa Keizai Kenkyu et fait la rencontre d'Omar Yamaoka, le premier japonais à avoir effectué le hajj. En 1941, à l'âge de 49 ans, Ryoichi Mita se convertit à l'Islam. Il apprend la langue arabe et se lance activement dans la traduction du Coran en japonais. En 1958, il effectue le hajj, et en 1960, à la suite du décès de Sadiq Imaizumi, Mita devient président de l'Association musulmane du Japon. En 1968, à 76 ans, il achève la traduction du Coran, la soumet à la Ligue islamique mondiale en 1970, et la publie en 1972.